# Die Inselärztin: Neustart auf Mauritius
Neustart auf Mauritius ist ein deutscher Fernsehfilm von Peter Stauch aus dem Jahr 2018. Es handelt sich um den Pilotfilm der ARD-Serie Die Inselärztin mit Anja Knauer als Ärztin Filipa Wagner in der Titelrolle. Tobias Licht, Helmut Zierl, Tyron Ricketts und Dennenesch Zoudé sind in tragenden Rollen besetzt. 
Die Erstausstrahlung des Films erfolgte am 19. Januar 2018 auf dem ARD-Sendeplatz „Endlich Freitag im Ersten“.

## Handlung
Das Kennenlernen von Filipa Wagner, der neuen Inselärztin, und Hoteldirektor Kolovits, in dessen Hotelressort Filipas neue Praxis sich befindet, gestaltet sich anders, als Kolovits sich das vorgestellt hatte. Die Ärztin war schon einen Tag eher angereist und hatte sich am Abend zuvor ins Vergnügen gestürzt. Etwas lädiert tritt sie Kolovits gegenüber.
Filipa Wagner, die bisher in der Frankfurter Uniklinik als Chirurgin gearbeitet hat und als Koryphäe galt, wird in ihren Träumen immer wieder von Erinnerungen eingeholt, die sie zu quälen scheinen. An ihrem neuen Arbeitsplatz wird Filipa mit dem Fall des Hotelangestellten Jimmy konfrontiert, der aus heiterem Himmel umgekippt ist, und von der Ärztin ins Inselkrankenhaus begleitet wird. Während sie dort wartet, geht sie den Fall in Gedanken noch einmal durch und kommt zu dem Ergebnis, man müsse Jimmy einen subglottischen Tubus einsetzen. Das sagt sie dem behandelnden Arzt Daniel Bucher dann auch ohne weitere Umschweife. Bucher ist irritiert. Er lässt sich auch nicht umstimmen, nachdem Filipa sich vorgestellt hat. Seiner Überzeugung nach ist Jimmy, dessen Luftröhre schwer geschädigt ist, nicht mehr zu retten. Der Einheimische hatte aus einer Flasche getrunken, in der sich eine hochgiftige Reinigertinktur befand. Filipa ist entsetzt über das von Bucher gezogene Fazit. Eigentlich war sie ans andere Ende der Welt gereist, um endlich nichts mehr mit Krankheit und Tod zu tun zu haben, da sie sich dadurch schon dicht am Abgrund fühlte.
Barkeeper Mike, mit dem Filipa sich an ihrem ersten Abend auf Mauritius amüsiert hatte, versucht die Ärztin aus ihren trüben Gedanken zu holen, was ihm auch ansatzweise gelingt. Ein Gedanke Mikes bringt Filipa dazu, alles zu versuchen, um Dr. Bucher doch noch dazu zu bringen, ihrem Vorschlag zuzustimmen, um Jimmy zu retten. Den Arzt zu überzeugen, ist alles andere als leicht. Er ist jedoch nur bereit, den gefährlichen Eingriff in Zusammenarbeit mit Filipa durchzuführen. Bevor es noch dazu kommen kann, findet Filipa heraus, dass Jimmy den Ofenreiniger absichtlich getrunken hat. Das Hotel hat für seine Angestellten eine Lebensversicherung in Höhe von 40.000 Euro abgeschlossen. Jimmys kleiner Sohn Bo leidet an einer Niereninsuffizienz und auf der Insel gibt es kein Dialysegerät für Kinder. Das Geld sollte der Behandlung des Jungen dienen. Filipa kann Jimmy zwar seine Sorgen nehmen, damit er die Behandlung nicht weiter boykottiert, ob sie das ihm gegebene Versprechen allerdings halten kann, steht auf einem anderen Blatt. 
Mike, der Filipas Bitte an Kulovits, ihr im Hinblick auf ein Dialysegerät zu helfen, zufällig mitbekommen hat und auch dessen Nein dazu, will, dass er der Ärztin hilft. Er ist der Sohn von Kulovits und besitzt die Mehrheit am Hotel, ein Erbe seiner Mutter. Niemand im Hotel weiß, wer er wirklich ist. Als Kulovits Filipa erzählt, dass sie das Dialysegerät bekomme, fällt sie ihm freudestrahlend um den Hals. Wem sie das wirklich zu verdanken hat, weiß sie zu diesem Zeitpunkt noch nicht. Filipas Freude führt dazu, dass sie die Nacht mit Mike verbringt.
Bei Jimmy kommt es zu unvorhergesehenen Komplikationen, die eine sofortige Operation nötig machen. Bucher besteht darauf, dass Filipa ihm bei der OP assistiert. Ihren Einwurf, sie könne das nicht, sie habe in Frankfurt bei einer OP Mist gebaut, ignoriert er. Alles geht gut, Jimmy atmet durch die ihm neu eingesetzte Luftröhre. Und auch das Dialysegerät für Bo wird in einem kleinen an Filipas Praxis angrenzenden Raum aufgestellt. Mit Emy, einer Einheimischen, die auch im Hotel angestellt ist und mit der Filipa sofort Freundschaft geschlossen hat, spricht die Ärztin über die wundersame Fügung. Emy  ist dafür bekannt, gern Mark Twain zu zitieren. Als Filipa abwehren will, meint sie, das müsse sie sich aber anhören: „Es gibt zwei wichtige Momente, der an dem du geboren wirst, und der, an dem du herausfindest, wozu.“ Sie habe das Gefühl, dass Filipa ihren zweiten Moment hier auf der Insel gehabt habe.     

## Produktion

### Produktionsnotizen
Neustart auf Mauritius wurde zusammen mit der zweiten Episode Notfall im Paradies vom 16. Mai bis zum 17. Juli 2017 auf Mauritius und Umgebung gedreht. Produziert wurde der Film von der Tivoli Film Produktion und der Two Oceans Production im Auftrag der ARD Degeto für Das Erste. Als Ko-Produzenten traten Giselher Venzke und Andre Loggenberg auf, die Redaktion lag bei Birgit Titze und Stefan Kruppa. Die Produktionsleitung lag bei Megan Korzynski, die Herstellungsleitung bei Tina Oswald (Two Ocenas Production), Alfred Strobl (Tivoli Film) und Kirsten Frehse (ARD Degeto).

### Soundtrack
- Walk Through the Fire  – Zayde Wolf feat Ruelle
- Here Comes the Sun – Colbie Caillat
- Waiting on an Angel – Ben Harper
- Castle on the Hill – Ed Sheeran
- Can’t Stop the Feeling! – Justin Timberlake
- When Your Heart Is A Stranger – Friends in Paris
- Wir sind groß – Mark Forster

## Rezeption

### Einschaltquote
Bei seiner Erstausstrahlung in der ARD am 19. Januar 2018 schalteten den Film 4,30 Millionen Zuschauer ein, was einen Marktanteil von 13,3 Prozent ergab.

### Kritik
Der Daumen auf der Seite der Fernsehzeitschrift TV Spielfilm zeigte nach unten, für Humor und Spannung gab es je einen von drei möglichen Punkten und die lapidare Feststellung: „Bunte Bilder, Herzschmerz und Exotik: Wenn ‚Traumhotel‘ und ‚Traumschiff‘ Pause machen, muss dann wohl ‚Die Inselärztin‘ ran.“ Das Fazit der Redaktion lautete dann auch folgerichtig: „Die gute Frau Doktor im Traumhotel: gähn!“.
Tilmann P. Gangloff setzte sich auf der Seite tittelbach.tv eingehend mit dem Film auseinander, dem er 3½ von 6 möglichen Sternen gab und meinte, auf den ersten Blicke scheine es so, „als sei der Film ein Remake von Das Kindermädchen – Mission Mauritius; nur diesmal mit einer Medizinerin“. Noch „offensichtlicher“ seien „die Parallelen zu zwei anderen Freitagsmarken der ARD: Das Erzählmuster“ sehe aus „wie Eifelpraxis trifft Traumhotel“. Der „wesentliche Unterschied zum ‚Kindermädchen‘“ lasse sich dagegen „auf einen Namen reduzieren: Mit Anja Knauer als Chirurgin, die als Hausärztin eines Luxushotels auf Mauritius noch mal ganz von vorn anfangen will, können ganz andere Geschichten erzählt werden als mit Saskia Vester. Dass die Heldin von gleich zwei Männern umschwärmt wird, klingt wenig originell, aber die Darsteller machen das wieder wett.“ Bis auf Kleinigkeiten sei ‚Neustart auf Mauritius‘ „ein vielversprechender Auftakt, zumal sich Stauch gelegentliche Anleihen beim Krimi erlaub[e], die für den Freitagsfilm im ‚Ersten‘ eher ungewöhnlich“ seien, „wenn Filipa beispielsweise gedanklich den ‚Tathergang‘ rekonstruier[e] und dabei persönlich in der Rückblende auftauch[e]“. „Interessant“ sei auch „die charakterliche Mischung der drei Hauptfiguren: Sie [sei] Idealistin, Daniel Realist und Mike Hedonist“.